# Elgiva de Iorque

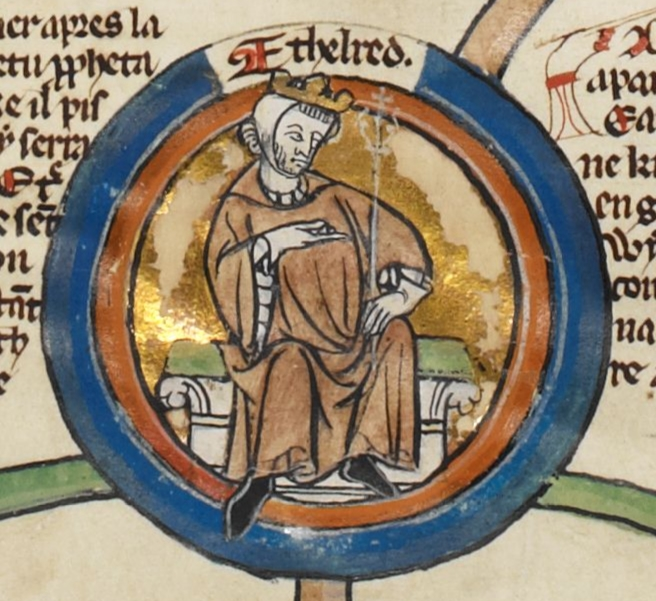
Iluminura de

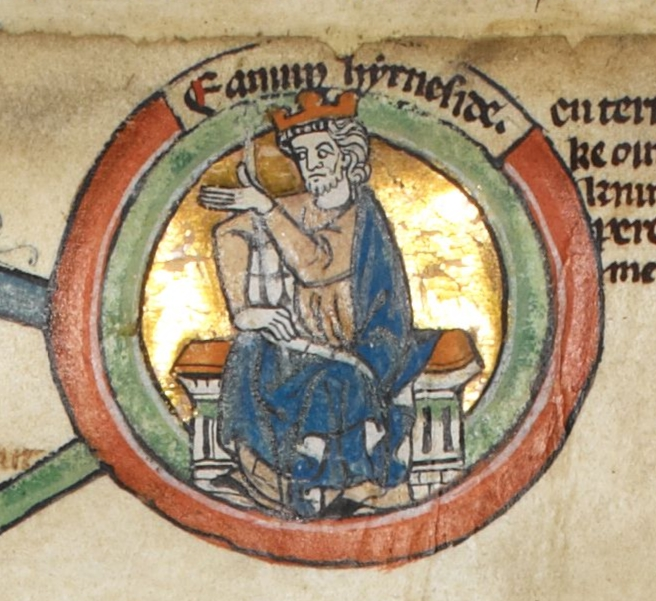
Iluminura de Edmundo

Elgiva (em inglês antigo: Ælfgifu); fl. ca. 970 - 1002) foi a primeira esposa de Etelredo, o Despreparado (r. 968–1016) com que teve muitos filhos, incluindo Edmundo Braço de Ferro (r. 1016). Provavelmente era filha de Toredo, conde do sul da Nortúmbria.

## Identidade e antecedentes
Seu nome e parentela não aparecem nas fontes até após a conquista normanda. O primeiro a dar informação, Sucardo, descreve-a meramente como "de estirpe inglesa muito nobre" (ex nobilioribus Anglis), sem nomeá-la, enquanto no começo do século XII, Guilherme de Malmesbúria relata nada. Toda informação vem de dois historiadores anglo-normandos. João de Worcester, também escrevendo no século XII, afirma que a primeira esposa de Etelredo era Elgiva, filha do nobre Etelberto (comes Agelberhtus) e mãe de Edmundo, Etelstano, Eduíno e Edgida. Escrevendo nos anos 1150, Elredo de Rievaulx identifica-a como filha do conde Toredo e a mãe de Edmundo, embora não forneça nome algum. Elredo era senescal na corte do rei Davi I da Escócia (r. 1124–1150), cuja mãe Margarida descendia do rei Etelredo e sua primeira esposa. Embora seu testemunho é tardio, sua proximidade à família real pode tê-lo dado acesso a informação genuína.

### Problema da paternidade
Os dois relatos são irreconciliáveis ao descrever dois pais diferentes à primeira esposa de Etelredo (em ambos, era mãe de Edmundo). Um meio de sanar a questão é pensar que houve duas esposas antes da chegada de Ema, a esposa normanda de Etelredo, mas a interpretação apresenta dificuldades, especialmente porque as fontes indicam apenas uma mulher. Os historiadores consideram no geral que a visão dada por João de Worcester sobre seu pai era um erro, pois há suspeita da existência de Etelberto: se o latim conde deve ser tido como glossa ao ofício de ealdormano, apenas duas referências duvidosas a um ou dois duques (ealdormanos) de tal nome podem ser colocadas para se encaixar na descrição.[a] As evidências combinadas sugerem que a primeira esposa de Etelredo era Elgiva, filha de Toredo. Esse magnata provavelmente era o Toredo filho de Gunar e conde do sul da Nortúmbria.

## Casamento e filhos
Com base nas carreiras de seus filhos, seu casamento foi datado em meados dos anos 980. Ao consider a autoridade de Toredo como conde de Iorque e aparentemente, o mandado naquele ofício sem nomeação real, a união teria significado um importante passo à família real dos saxões ocidentais no sentido de assegurar um ponto de apoio no norte. Tal união política ajudaria a explicar as íntimas conexões mantidas pelos filhos mais velhos de Elgiva, Edmundo e Etelstano, com as famílias nobres centradas ao norte do Danelaw.
O casamento produziu seis filhos, todos nomeados em honra aos predecessores de Etelredo, e algumas filhas desconhecidas. Os mais velhos Etelstano, Egberto, Edredo e Edmundo são atestados pela primeira vez em contratos em 993, enquanto os mais jovens Eduíno e Edgar aparecem respectivamente em 997 e 1001. Alguns desses filhos parecem ter ocupado parte de sua infância em outro lar, talvez com a mãe de Etelredo, Elfrida.
Dos seis filhos de Elgiva, apenas Edmundo viveu mais que seu pai e tornou-se rei. Em 1016, sofreu várias derrotas contra Canuto II e em outubro decidiram dividir o reino, mas Edmundo morreu dentro de seis semanas e Canuto tornou-se rei de todo país. Etelredo deu três de suas filhas em casamento com condes, presumivelmente de modo a assegurar a lealdade de seus nobres e assim consolidar um sistema de defesa contra os ataques viquingues.

### Filhos
- Etelstano (nascido antes de 993, m. 1014)
- Egberto (nascido antes de 993, m. 1005)
- Edmundo (II) Braço de Ferro (nascido antes de 993, m. 1016)
- Edredo (m. 1012/1015)
- Eduíno (nascido antes de 997, exilado e morto em 1017)
- Edgar (nascido antes de 1001, m. 1012/1015)

### Filhas
- Edgida (nascida antes de 993), casou com Edrico, o Aquisitivo, conde da Mércia.[11]
- Elgiva, casou com Utredo, conde da Nortúmbria.[6]
- (possivelmente) Vulfilda, que casou-se com Ulfcitel (m. 1016), aparentemente conde da Ânglia Oriental.[6]
- Possivelmente uma filha de nome desconhecido que casou-se com o Etelstano que foi morto lutando contra os danos na Batalha de Ringmere em 1010. Ele é chamado de aðum de Etelredo, o que pode significar genro ou cunhado.[6] Ann Williams, contudo, argumenta que o último significado é o apropriado e se refere a Etelstano como irmão de Elgiva.[7]
- Possivelmente uma filha de nome desconhecido que tornou-se abadessa de Wherwell.[6]

## Vida e morte
Diferente de sua sogra Elfrida, Elgiva não foi rainha ungida e nunca assinou contratos. Porém, ela fez ao menos alguma impressão no registro contemporâneo. Num testamento emitido entre 975/980 e 987, tano Beortrico e sua esposa legaram a sua "dama" (hlæfdige) um amuleto que valia 30 mancos de ouro e um garanhão e pediram sua autoridade para supervisionar a implementação dos arranjos estabelecidos pelo testamento. Num testamento de data posterior (990 x 1001), no qual é endereçada como "minha senhora" (mire hlæfdian), a nobre Etelgiva prometeu 30 mancos de ouro. Pouco da vida de Elgiva é conhecido, então a data e circunstâncias de suas morte não podem ser recuperadas. De todo modo, parece ter morrido em 1002, talvez no parto, quando Etelredo desposou Ema da Normandia, filha do duque Ricardo I, que recebeu ou adotou o nome anglo-saxão Elgiva.